# Fichtelberg (montagne)
Pour les articles homonymes, voir Fichtelberg.
Le Fichtelberg est une montagne culminant à 1 214 m d'altitude, ainsi qu'une petite station de sports d'hiver, située dans les monts Métallifères. Elle se situe sur les hauteurs de la ville d'Oberwiesenthal, la 2e ville la plus élevée d'Allemagne (914 m).
Il s'agit du point culminant du Land de Saxe.
La tour d'observation de Fichtelberghaus abritant une station météorologique a été construite au sommet et a participé à des mesures d'importance régionale et interrégionale. Le téléphérique Fichtelberg-Schwebebahn relie le sommet depuis Oberwiesenthal.

## Toponymie
Le nom provient du terme allemand Fichte, qui signifie « sapin ». Georgius Agricola utilisait au XVIe siècle le terme latin de Pinifer.

## Géographie

### Situation, topographie
Le Fichtelberg est situé dans la partie centrale des monts Métallifères, dans le parc naturel Naturpark Erzgebirge/Vogtland, près de 1,5 km au nord de la frontière avec la République tchèque. La ville thermale d'Oberwienthal, la plus haute d'Allemagne, est située au sud de la montagne. Près de 750 m au sud-ouest, est situé le sommet secondaire Kleiner Fichtelberg (également appelé Hinterer Fichtelberg, 1 206 m). Le point culminant des monts Métallifères, le Klínovec (Keilberg, 1 244 m) en République tchèque, est situé près de 4 km au sud-est. Plusieurs ruisseaux prennent leur source dans cette montagne, le principal étant la Zschopau.

### Climat

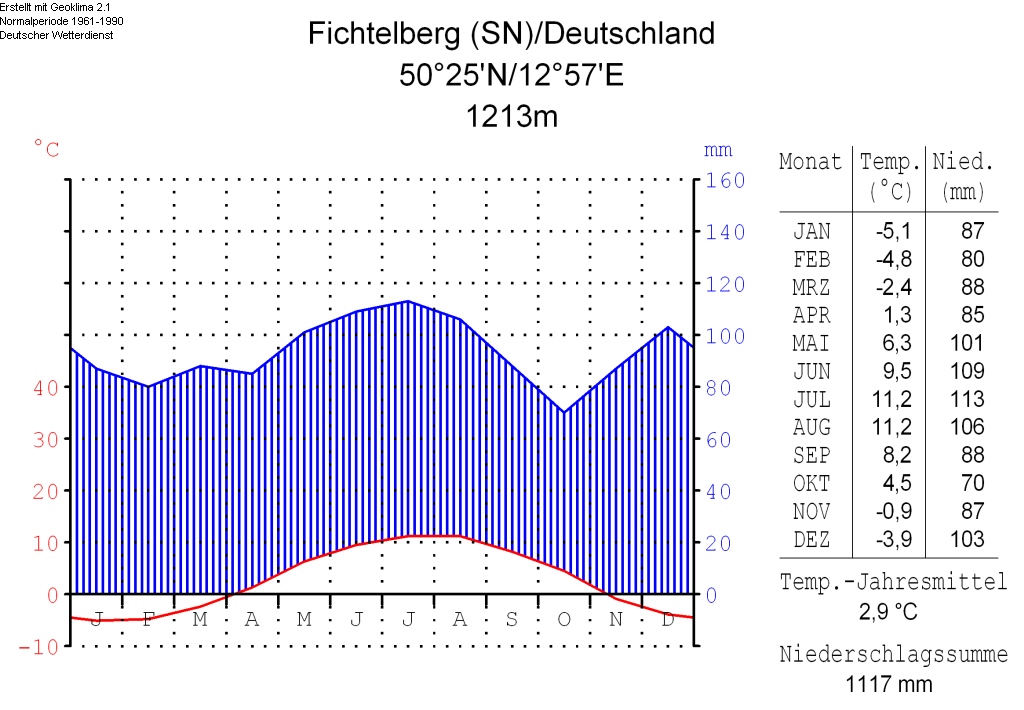
Diagramme climatique.

### Faune et flore
La forêt est principalement constituée de sapins, conséquence de l'exploitation forestière au cours des siècles passés. De nombreuses plantes de montagnes, habituellement présentes dans les Alpes, trouvent refuge sur le Fichtelberg, notamment Pseudorchis albida, Botrychium lunaria, l'Orchis grenouille, les lycopodes alpins ou la laitue sauvage alpine.

### Panorama
La vue depuis le sommet couvre une grande partie du centre des monts Métallifères, mais aussi à l'est jusqu'à la région de moyenne montagne de Bohême. Pendant les mois d'automne et d'hiver, et à la suite du phénomène météorologique de couche d'inversion, la vue peut ne laisser apparaître que les sommets les plus élevés au-dessus d'une couche de nuage. Cela concerne alors notamment le Milešovka (en allemand : Milleschauer). Quelques jours par an, il est même possible d'observer le Fichtelgebirge, les monts des Géants et la Forêt de Bohême avec le Großer Arber.

## Histoire

### Tour d'observation

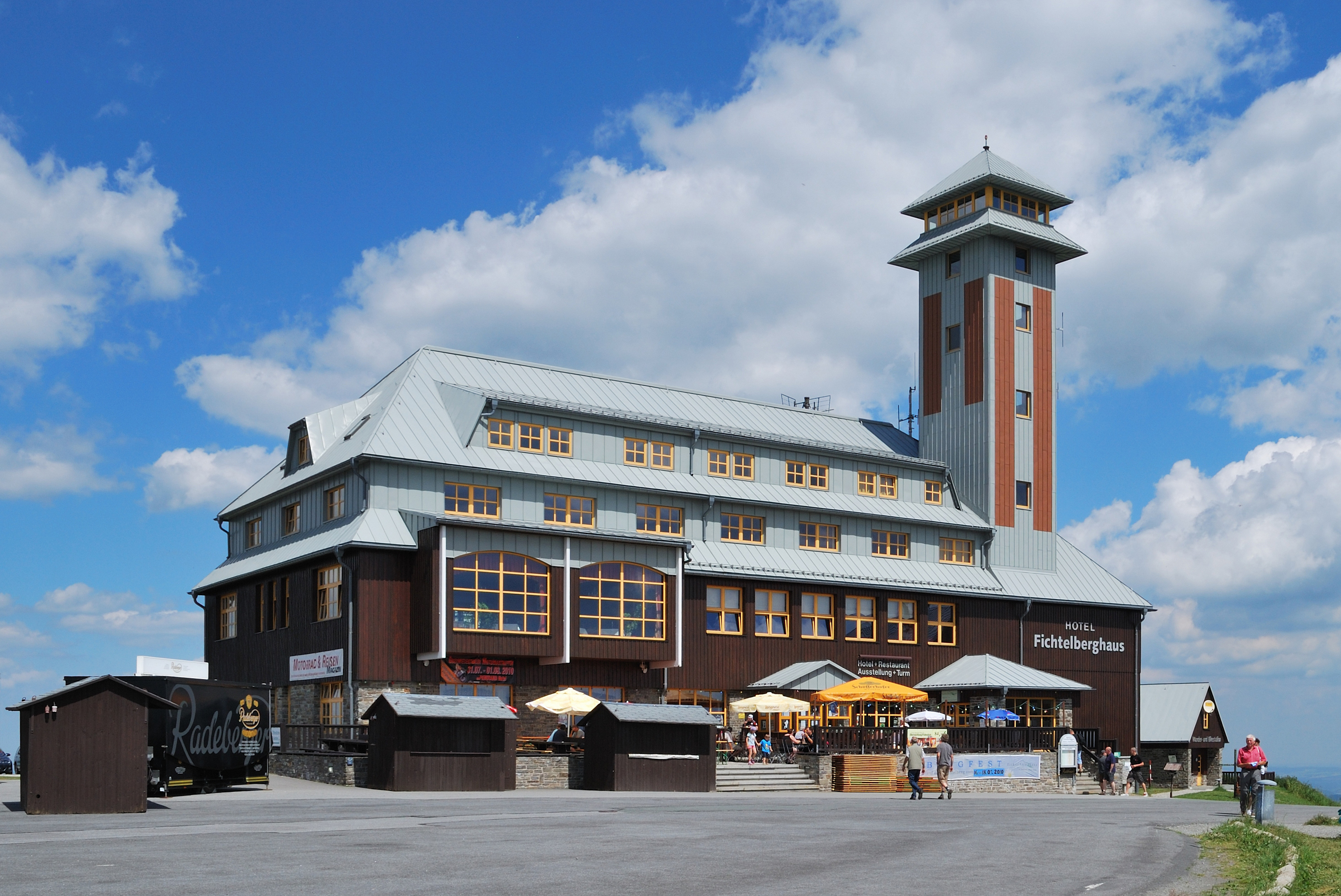
Vue de la Fichtelberghaus en 1999.

La première Fichtelberghaus, dont subsistent des preuves écrites, y fut construite par l'architecte Oskar Puschmann dans les années 1888-1889. Elle fut ouverte le 21 juillet 1889, puis une annexe fut construite en 1899. Du fait de la forte affluence, le bâtiment fut de nouveau agrandi en 1910. L'affluence continua à augmenter à la suite de la construction en 1924 du téléphérique Fichtelberg-Schwebebahn, qui est en 2011 le téléporté le plus ancien d'Allemagne.
Dans la nuit du 25 février 1963, un incendie détruisit entièrement le bâtiment. Un nouveau bâtiment fut construit entre 1965 et 1967, d'architecture typique de la République démocratique allemande. Il fut doté d'une tour d'observation de 42 mètres. La RDA financa la construction à hauteur de 12 millions de marks. Au rez-de-chaussée fut construit un restaurant self-service, à l'étage un bar à grillades, un café-concerts et un salon de conférences. De nombreux artistes connus participèrent à la décoration intérieure, notamment une fresque dans le salon représentant la vie sportive du Fichtelberg. À la fin des années 1990, le bâtiment fut transformé, sur la base de l'ancien bâtiment, et ouvert le 18 juillet 1999. La nouvelle tour d'observation mesure désormais 31 mètres.

### Station météorologique

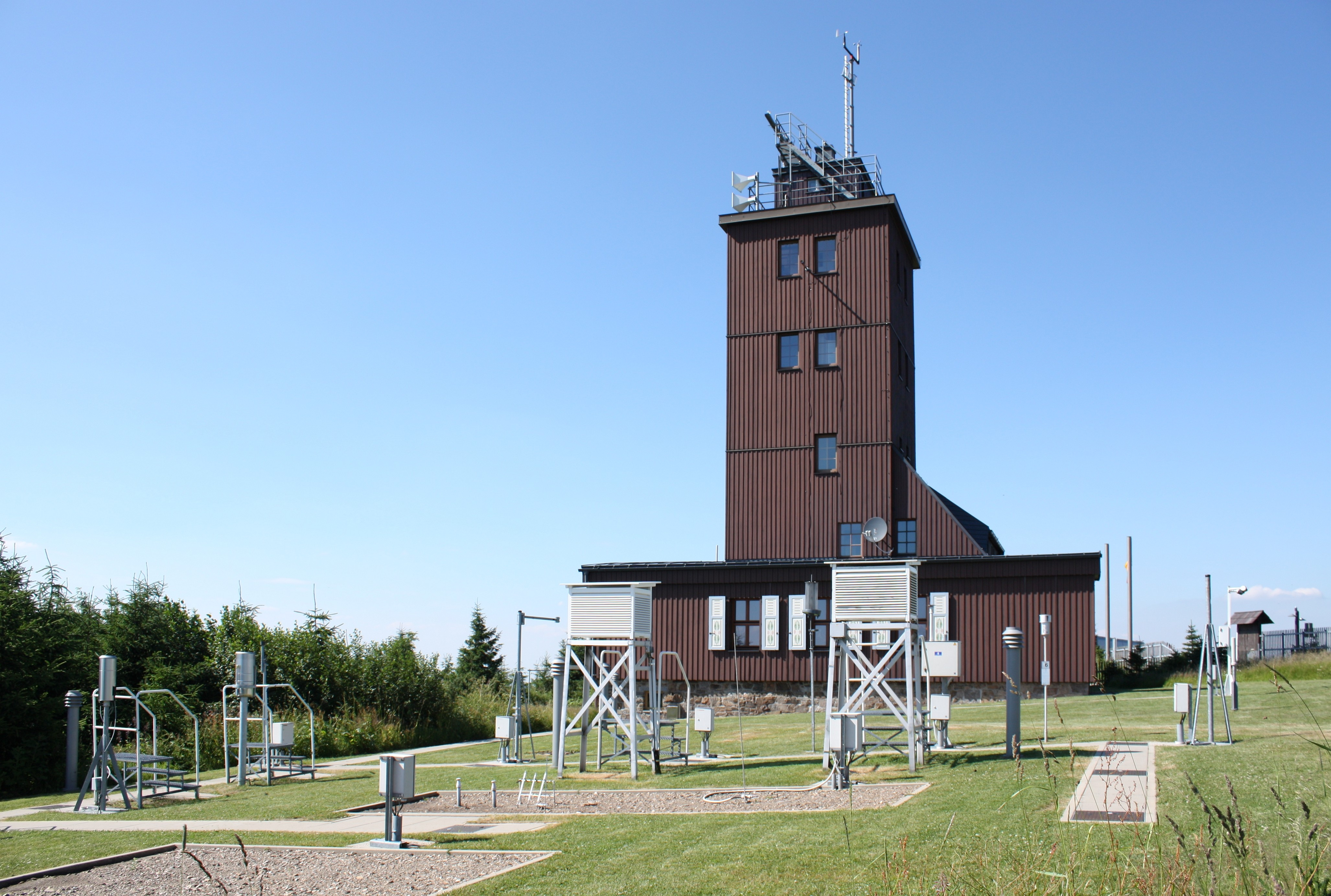
Vue de la station météorologique et des instruments de mesure.

Depuis 1890, des observations météorologiques ont lieu au Fichtelberg, et depuis 1910 elles sont le fait de météorologues. Depuis 1950, un observatoire astronomique complète l'infrastructure.

### Fichtelberg-Schwebebahn

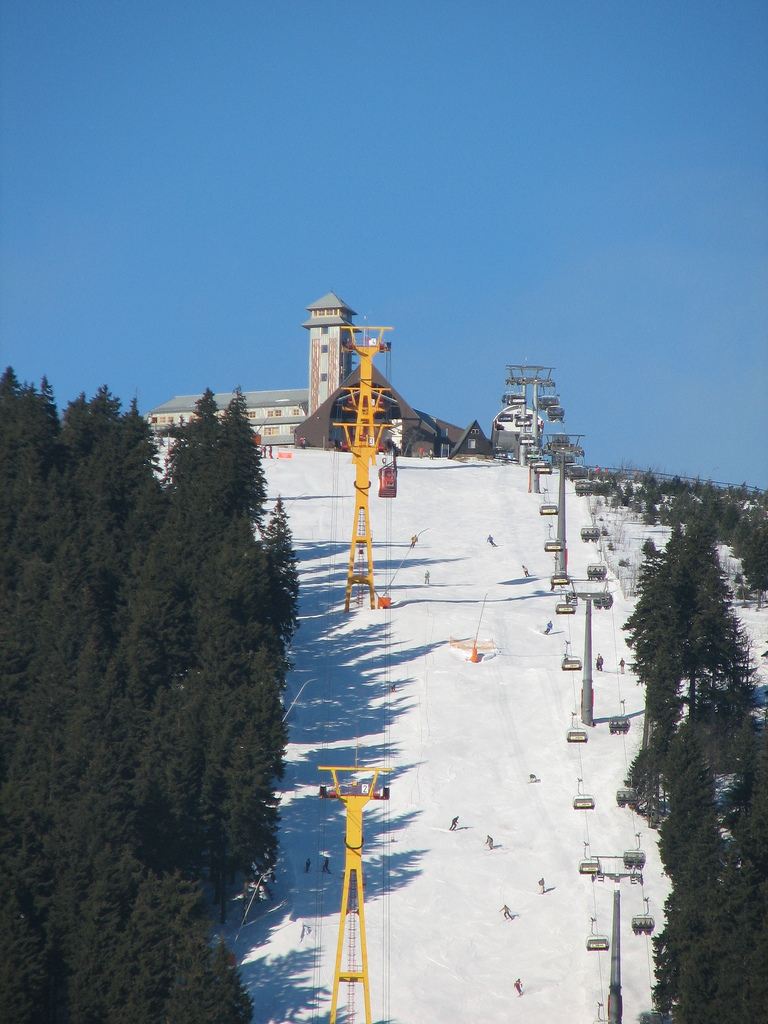
Vue du téléphérique.

La téléphérique Fichtelberg-Schwebebahn est la plus ancienne installation de ce genre en Allemagne. Elle fut mise en service en décembre 1924. Elle relie la station de départ à 905,5 m d'altitude au sommet à 1 208 m, est longue de 1 175 m, et a une pente maximale de 37,9 % pour 303 m de dénivelé. Le plan de sustentation fut entièrement remplacé en 1984. La téléphérique a obtenu en 2005 une dérogation pour poursuivre l'exploitation jusqu'en 2011. En juillet 2010, le conseil municipal d'Oberwiesenthal pris la décision de la remplacer par une nouvelle remontée mécanique. Mais début juillet 2011, l'absence d'une subvention de la part du Land (2,5 millions d'euros) conduisit à revoir cette décision, et au lieu d'une nouvelle construction, de moderniser complètement la téléphérique. Les travaux ont pris fin pour le début de la saison hivernale 2012/2013.
Chaque cabine a une capacité de 44 passagers + un conducteur.

### Fichtelbergbahn
La Fichtelbergbahn est une voie ferroviaire à voie étroite de 17,349 km, qui relie Cranzahl à Oberwiesenthal, où elle a son terminus au niveau du flanc sud de la montagne. Elle fut construite en 1897.

## Activités

### Domaine skiable
Fichtelberg propose le domaine le plus vaste d'ex-Allemagne de l'Est (40 ha). Avec la montagne voisine de Klínovec (en allemand : Keilberg, 1 244 m) située en République tchèque, équipée également d'un domaine skiable, il s'agit – sans commune mesure[réf. souhaitée] – du centre de sports d'hiver le plus important des monts Métallifères. Une offre forfaitaire commune existe entre ces deux stations à partir de séjours d'au moins deux jours.
La Fichtelberg-Schwebebahn et un télésiège quatre places débrayable moderne sont les deux principales remontées mécaniques à desservir le sommet de la montagne. Un télésiège 1-place relie le Kleiner Fichtelberg, mais il est plus rarement en service du fait qu'en 2013 les pistes desservies ne sont pas enneigeables artificiellement. Trois téléskis complètent l'offre. Les pistes sont en partie constituées de chemins de liaison, étroits et plus sensibles à l'absence éventuelle de neige naturelle.
Un projet (« Länderschaukel ») existe de créer, à l'horizon 2015, un domaine skiable « skis-aux-pieds » entre les domaines de Fichtelberg et Klinovec, au moyen d'une téléphérique reliant les deux sommets.
Un lac artificiel de 50 000 m3 a été créé afin d'alimenter les enneigeurs qui permettent au domaine skiable une plus grande garantie d'ouverture des pistes, malgré son altitude relativement faible.
Une piste de 750 mètres de long permet la pratique du ski nocturne, au pied de la station.
Une piste de luge de 1,74 km part directement en dessous du sommet, en direction nord/nord-est.
Une piste de luge d'été a été aménagée au pied du télésiège.
Trois tremplins de saut à ski ont été aménagés au sud-est de la montagne.
Cinq chemins de randonnée hivernale ont été aménagés, sur un total de 25 km.

### Accès
La téléphérique relie le sommet en trois minutes et demie. Une ligne de bus relie également le sommet depuis Oberwiesenthal. Des places de parking sont situées à proximité immédiate du sommet. Plusieurs chemins de randonnée permettent également l'accès au sommet.